# Marutea Sud
Marutea Sud è un atollo appartenente all'arcipelago delle Isole Tuamotu nella Polinesia francese.
Si trova nell'estremo sud-est dell'arcipelago, a circa 72 km a nord-est dell'atollo di Maria.